# Rumania en los Juegos Olímpicos de Helsinki 1952
Rumanía estuvo representada en los Juegos Olímpicos de Helsinki 1952 por un total de 114 deportistas que compitieron en 15 deportes.  
El portador de la bandera en la ceremonia de apertura fue el atleta Dumitru Paraschivescu.

## Medallistas
El equipo olímpico rumano obtuvo las siguientes medallas:
| Nombre                | Deporte | Competición                      |
| --------------------- | ------- | -------------------------------- |
| Oro                   |         |                                  |
| Iosif Sîrbu           | Tiro    | Rifle en posición tendida 50 m M |
| Plata                 |         |                                  |
| Vasile Tiță           | Boxeo   | Medio (75 kg) M                  |
| Bronce                |         |                                  |
| Gheorghe Fiat         | Boxeo   | Ligero (60 kg) M                 |
| Gheorghe Lichiardopol | Tiro    | Pistola rápida de fuego 25 m M   |